# 篠木健太郎
篠木 健太郎（しのぎ けんたろう、2002年5月7日 - ）は、群馬県邑楽郡明和町出身のプロ野球選手（投手）。右投左打。横浜DeNAベイスターズ所属。

## 経歴

### プロ入り前
明和町立明和西小学校で3年生の時に明和町ジュニアヒーローズで野球を始める。明和町立明和中学校在学時は硬式野球のクラブチームである館林ボーイズでプレーし、2年秋に東日本選抜大会で準優勝した。
木更津総合高等学校に進学し、1年春からベンチ入り。同年夏の第100回全国高等学校野球選手権記念大会では下関国際との3回戦で大会初登板するも2回2失点で、チームは敗れた。2年夏、秋は千葉大会準決勝でいずれも習志野に敗れ、甲子園大会出場を逃した。3年夏は新型コロナウイルスの影響で公式戦が中止となり、県で行われた独自大会で優勝した。
高校卒業後は法政大学へ進学。1年時から最速155km/hを記録するなど注目を集めた。2年時にはハーレムベースボールウィークの日本代表に選出された。3年春のリーグ戦では3勝2敗、防御率0.68を記録し、最優秀防御率を受賞した。
2024年10月24日に行われたプロ野球ドラフト会議において、横浜DeNAベイスターズより2位指名を受けた。11月27日、契約金7000万円、年俸1200万円で入団に合意した（金額は推定）。背番号は30。担当スカウトは河野亮。

### DeNA時代
2025年の春季キャンプはA班に組み分けられた。当初は先発枠入りを目指していたが、投げっぷりの良さを買われて中継ぎで起用されるようになる。オープン戦5試合に救援で登板し、2セーブ、防御率3.38の成績を挙げると、新人唯一の開幕一軍入りが決まった（ただし、開幕戦はベンチ外）。

## 詳細情報

### 記録
初記録
投手記録
- 初登板・初ホールド：2025年4月2日、対阪神タイガース2回戦（京セラドーム大阪）、8回裏に5番手で救援登板、1回無失点[16]

### 背番号
- 30（2025年[11] - ）

### 代表歴
- 2022年 ハーレムベースボールウィーク 日本代表
- 2024年 ハーレムベースボールウィーク（英語版） 日本代表